# Caló d'Es Mort
La playa Caló d'Es Mort está situada en la isla de Formentera, en la comunidad autónoma de las Islas Baleares, España.
Es una playa de cantos rodados, bolos de grandes dimensiones y piedra, normalmente cubierta de restos de una planta marina llamada posidonia.